# Quartier de Clignancourt
Das Quartier de Clignancourt ist das 70. Stadtviertel im 18. Arrondissement von Paris am östlichen Montmartre-Hügel.

## Geschichte
Wenn man den Angaben des Abbé Lebeuf glauben will, kommt der Name von Clenini Curtis, «terre de Clignancourt», also von einem Eigentümer Cleninus, dem die römische Villa gehörte, die 1738 entdeckt wurde.
Das Stadtviertel, das seit dem 13. Jahrhundert bekannt ist, liegt auf der Nordseite des Montmartre und dehnt sich bis nach Saint-Ouen-sur-Seine aus. Das Dorf war für seine Weinberge («Vin de Clignancourt»), den Getreideanbau und seine Kirschbäume bekannt.
Im 14. Jahrhundert gehörte der Ort (französisch Fief) zu der mächtigen Abtei Saint-Denis und wechselte dann in den Besitz von mehreren Pariser Familien, die den Titel Seigneur de Clignancourt trugen.
Die Seigneurie ging 1569 an Jacques Ligier, Finanzverwalter von Cardinal de Boubon, der die Kapelle Sainte Trinité bauen ließ. Danach wurde 1666 die Familie Ligier Eigentümer, bis sie in den Besitz der Dame de Montmartre gelangte und in der Französischen Revolution ihre Eigenständigkeit verlor.
Der Weiler Clignancourt und die Gemeinde Montmartre wurden 1860 zum Quartier de Clignancourt, als das 18. Arrondissement geschaffen wurde.

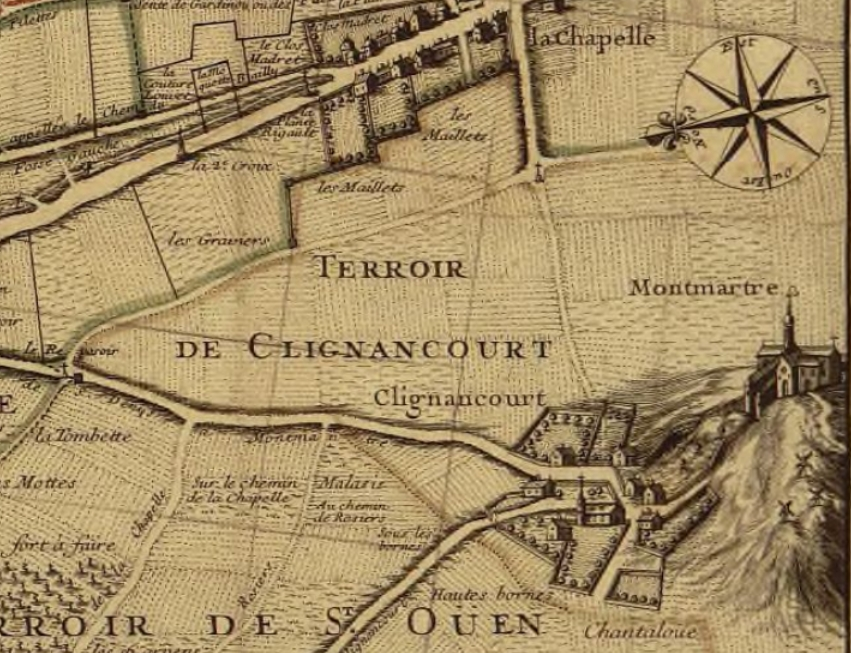
Clignancourt im Jahr 1707
Lage des Stadtviertels innerhalb des 18. Arrondissement

## Sehenswürdigkeiten
- Place du Tertre
- Basilique du Sacré-Cœur de Montmartre
- Square Louise-Michel, der Park am Hügel vor der Basilika
- Élysée Montmartre
- Église Notre-Dame de Clignancourt